# Rdza pora

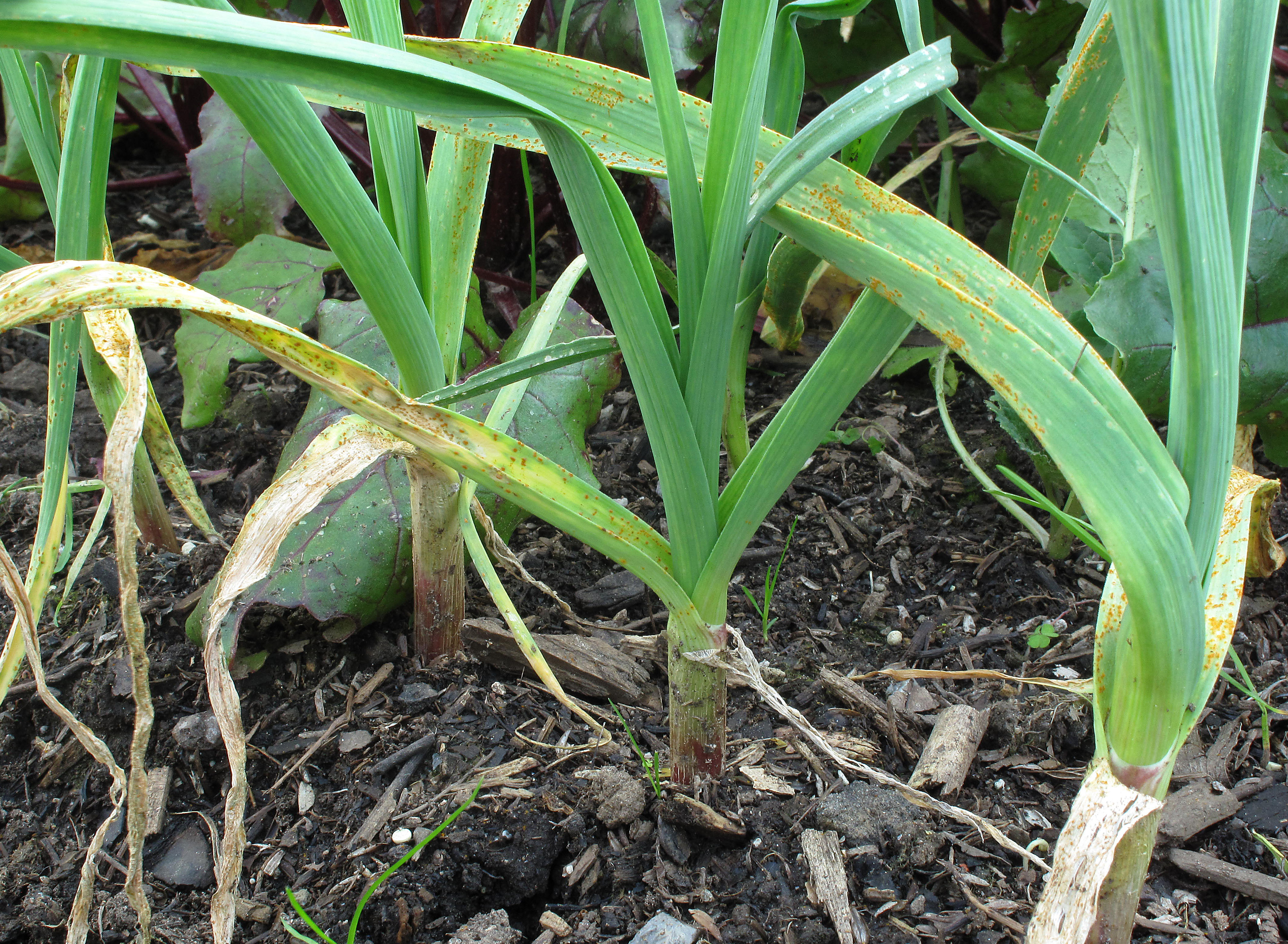
Porażone pory

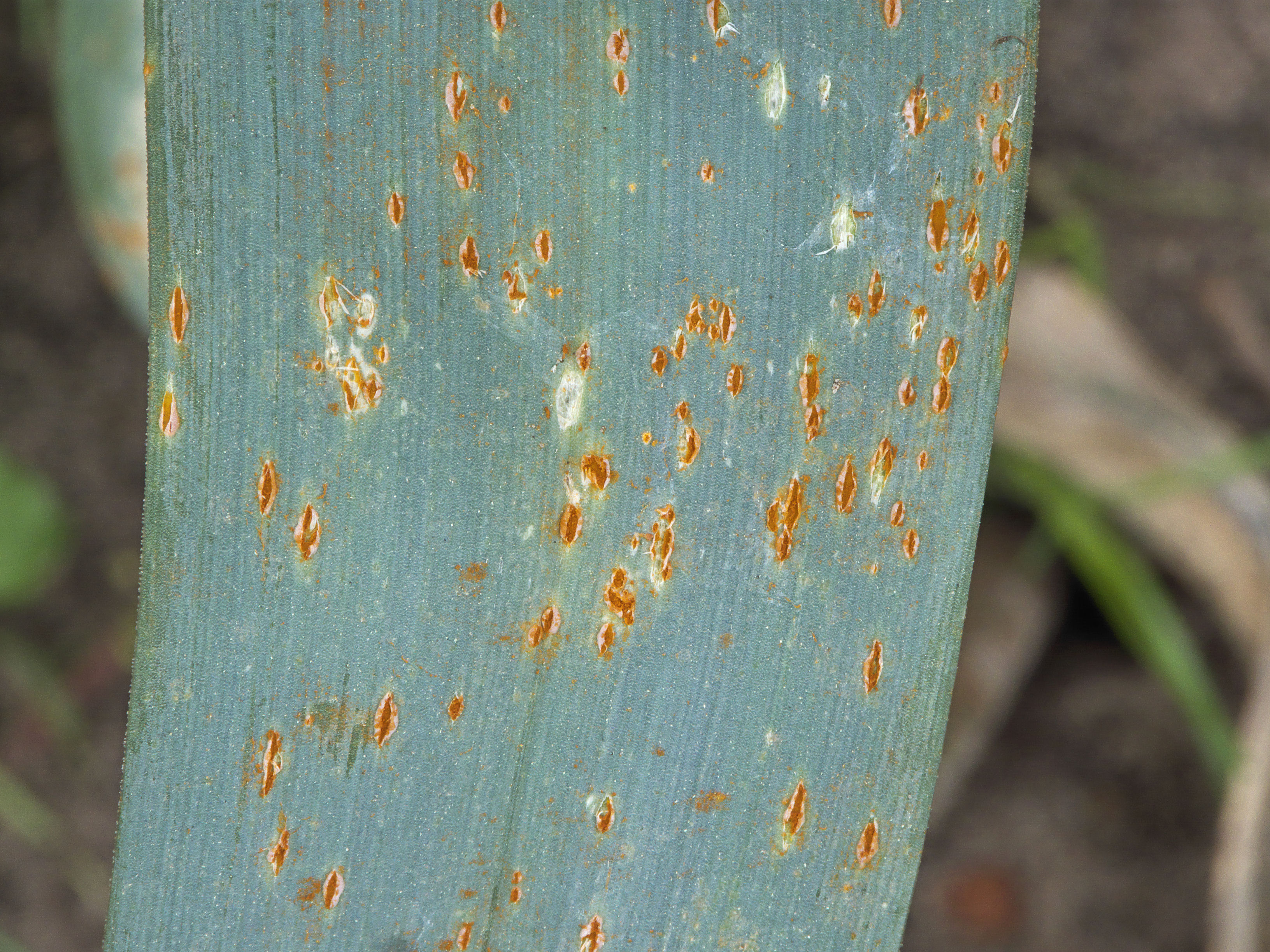
Plamy na liściach pora

Rdza pora (ang. rust of leek) – grzybowa choroba roślin wywołana przez Puccinia porri. Należy do grupy chorób zwanych rdzami.

## Występowanie i szkodliwość
Choroba występuje na wielu gatunkach roślin należących do rodzaju czosnek (Allium), zarówno uprawianych, jak i dziko rosnących. W Polsce występuje głównie na szczypiorku, cebuli siedmiolatce i porze, szczególnie na jego wczesnych odmianach charakteryzujących się wydłużonymi, jasnozielonymi liśćmi. Rzadziej atakuje czosnek główkowaty, a tylko sporadycznie cebulę. Podobnie, jak w przypadku innych chorób grzybowych jej rozwojowi sprzyja wilgotna i ciepła pogoda.

## Objawy i rozwój choroby
Źródłem zakażenia są pozostałe w ziemi resztki roślin z poprzedniego roku, lub zakażone sadzonki. Znajdujące się w nich zarodniki zwane teliosporami dokonują infekcji pierwotnej. Pierwsze objawy choroby pojawiają się w maju lub czerwcu. Mają postać żółtych lub pomarańczowych, okrągłych lub wydłużonych plamek, tzw. ogników. Są to ecja, w których wytwarzane są zarodniki zwane ecjosporami. Podczas deszczowej pogody rozsiewają się one i rozprzestrzeniają chorobę dokonując infekcji wtórnych. Czas ich kiełkowania łącznie z wniknięciem strzępki infekcyjnej do rośliny wynosi zaledwie kilka godzin. Rozwija się z niej grzybnia, która po kilku tygodniach wytwarza pod skórką rośliny rdzawobrunatne uredinia, a w nich nowy typ zarodników – urediniospory. Wydostają się na zewnątrz przez pęknięcia skórki i nadal rozprzestrzeniają chorobę. Pod koniec sezonu wegetacyjnego pod skórką rośliny powstają czarne zarodniki przetrwalnikowe zwane teliosporami.
Początkowo choroba występuje w niewielkim nasileniu na zewnętrznych liściach pora. W wyniku infekcji wtórnych szybko jednak rozprzestrzenia się. Czasami porażenie może być tak silne, że skupiska zarodników zlewają się z sobą. Silnie porażone liście brunatnieją i obumierają.

## Ochrona
Zapobiega się chorobie poprzez prawidłowe zabiegi agrotechniczne:
- zbieranie z pola i niszczenie resztek pożniwnych, gdyż stanowią one źródło infekcji,
- głęboka orka jesienna uniemożliwiająca skuteczne kiełkowanie teliospor znajdujących się w porażonych częściach roślin,
- prawidłowe nawożenie — czyli zachowanie odpowiednich proporcji między azotem, fosforem i potasem. Przenawożenie azotem powoduje zwiększenie wrażliwości roślin na rdzę,
- płodozmian. Na tym samym polu cebula i por nie powinny być uprawiane częściej, niż co 5 lat. Dla pora i innych roślin cebulowatych najlepszym przedplonem są warzywa dyniowate, kapustne i strączkowe[1].

Ponadto od końca maja do początku lipca powinno się prowadzić ochronę chemiczną: 2 lub 3-krotne opryskiwania fungicydami w odstępach 10–14-dniowych przy użyciu środków Amistar 250 SC (0,8 L/ha), Dithane 75 WG lub Dithane M-45 80 WP (2–3 kg/ha), Penncozeb 80 WP lub Vondozeb 75 WG (2–3 kg/ha).